# Номерні знаки штату Колорадо
Номерні знаки Колорадо видаються Відділом моторних транспортних засобів (DMV). Штат Колорадо вимагає розміщення двох номерних знаків на автомобілі.
Всі типи номерних знаків Колорадо мають формат 123-АБВ. Кодування відсутнє. Чинні бланки номерних знаків мають фонове зображення білосніжного гірського краєвиду на темно-зеленому тлі. В нижньому рядку номерного знаку розташовується назва штату. На задній табличці розташовуються наліпки про сплату щорічних мит. Індивідуальні комбінації літер і цифр можливо використовувати на стандартному бланку номерного знаку.

## Інші формати регулярних номерних знаків
- Номерні знаки для мотоциклів мають формат 123-АБВ та розміри 4х7 дюймів;
- Номерні знаки для вантажного транспорту мають формат 123-АБВ та вертикальний префікс TRK.
- Номерні знаки для вантажного транспорту мають формат 123-АБВ та вертикальний префікс TRL.
- Номерні знаки для вантажних комерційних перевезень за межі штату (APPORTIONED) мають формат 123-АБВ вертикальний префікс ATK (для вантажних автомобілів) та вертикальний суфікс АРР.

## Номерні знаки «особливого інтересу»

Номерний знак особливого інтересу. 10-та гірська дивізія

Номерний знак особливого інтересу. ВПС США.

Номерні знаки «особливого інтересу» мають власні бланки та аналогічний регулярним формат.

## Історичні факти
З 1958 року в Колорадо було введено схему регіонального кодування за інтервалами сполучень літер (2 літери). З 1983 року кодування було збільшено до трьох літер. Ця система проіснувала до 2001 року і стала основою для створення чинних систем номерних знаків Бразилії та Мексики.